# Jailly-les-Moulins
Jailly-les-Moulins è un comune francese di 94 abitanti situato nel dipartimento della Côte-d'Or nella regione della Borgogna-Franca Contea.

## Società

### Evoluzione demografica
Abitanti censiti